# Haeterius pilosus
Haeterius pilosus är en skalbaggsart som beskrevs av Martin 1922. Haeterius pilosus ingår i släktet Haeterius och familjen stumpbaggar. Inga underarter finns listade i Catalogue of Life.